# Diadegma psilocorsis
Diadegma psilocorsis là một loài tò vò trong họ Ichneumonidae.